# Нічні ерекції
Нічні ерекції (англ. nocturnal penile tumescence — нічний набряк пеніса; розм. «Ранкова ерекція», «Ранковий стояк») — спонтанна ерекція під час сну або при пробудженні. Усі чоловіки без фізіологічної еректильної дисфункції відчувають це, зазвичай 3—5 разів за ніч, зазвичай, у фазі швидкого сну. Передбачається, що нічні ерекції запобігають деяким захворюванням пеніса.

## Діагностичне значення
Нічний набряк пеніса (ННП) використовується для визначення того, чи є еректильна дисфункція психологічною або фізіологічною. Пацієнт з ННП отримує еластичний пристрій, який він надягає на пеніс під час сну. Пристрій визначає зміни товщини пеніса та спрямовує дані на комп'ютер для подальшої обробки. Якщо нічні ерекції присутні, причина еректильної дисфункції визначається як психологічна, інакше вона вважається фізіологічною.

## Механізм
Причини нічних ерекцій точно не відомі. Банкрофт передбачає, що норадренергічні нейрони блакитної плями інгібують (пригнічують) ерекцію, і припинення їхньої діяльності під час швидкого сну може створити пов'язане з тестостероном збудження, що веде до ННП.
Рефлекторна ерекція контролюється крижовими нервами S2-S4. Повний сечовий міхур може стимулювати збудження нервів у цій ділянці, що призводить до ерекції як реакції на переповнення сечового міхура.
Можливість того, що повний сечовий міхур викликає ерекцію, особливо під час сну, підтримується також тим, що це явище було б корисним, допомагаючи запобігати енурезу. Однак наявність аналогічного явища у жінок — нічного набухання клітора — змушує думати, що запобігання енурезу, ймовірно, не є єдиною причиною.